# Edward Fender
Edward Piotr Fender (ur. 8 sierpnia 1942 w Bielsku, zm. 6 listopada 2021) – polski saneczkarz, trener, olimpijczyk z Innsbrucku 1964.
Mistrz Polski w dwójkach w latach:
- 1960 (w parze z Jerzym Wojnarem)[2],
- 1964 (w parze z Mieczysławem Pawełkiewiczem)[3]

Uczestnik mistrzostw świata w roku 1963 podczas których zdobył srebrny medal w konkurencji dwójek (partnerem był Mieczysław Pawełkiewicz).
Na igrzyskach olimpijskich w 1964 roku wystartował w jedynkach, ale konkurencji nie ukończył, oraz w dwójkach z Mieczysławem Pawełkiewiczem, w których zajęli 7. miejsce.
Po zakończeniu kariery sportowej podjął pracę trenera. W latach 1978–1983 trenował kadrę narodową na torach naturalnych.